# Retrato de Sebastián Martínez y Pérez
Sebastián Martínez y Pérez es un óleo de Francisco de Goya, pintado en 1792. Representa a Sebastián Martínez y Pérez, amigo de Goya, quien acogió al pintor aragonés en su casa durante varios meses recuperándose de una enfermedad.
En el papel que sostiene Martínez se puede leer «Dn Sebastian / Martinez / Por su Amigo / Goya / 1792».
En su biografía de Goya (1979), Pierre Descargues, crítico de arte de Les Lettres françaises, señala que este retrato, terminado poco antes de que el artista se vuelva completamente sordo, ofrece, con los reflejos de la luz solar sobre la levita de seda azul con rayas blancas, un juego de luz siempre cambiante, anticipándose así a los impresionistas.
El cuadro permaneció en la familia de Martínez hasta 1905, cuando se lo vendió a la galería de arte neoyorquino Knoedler por 28 236.75 FRF, de donde poco después fue adquirido por el Museo Metropolitano de Arte.